# Bjarmaland

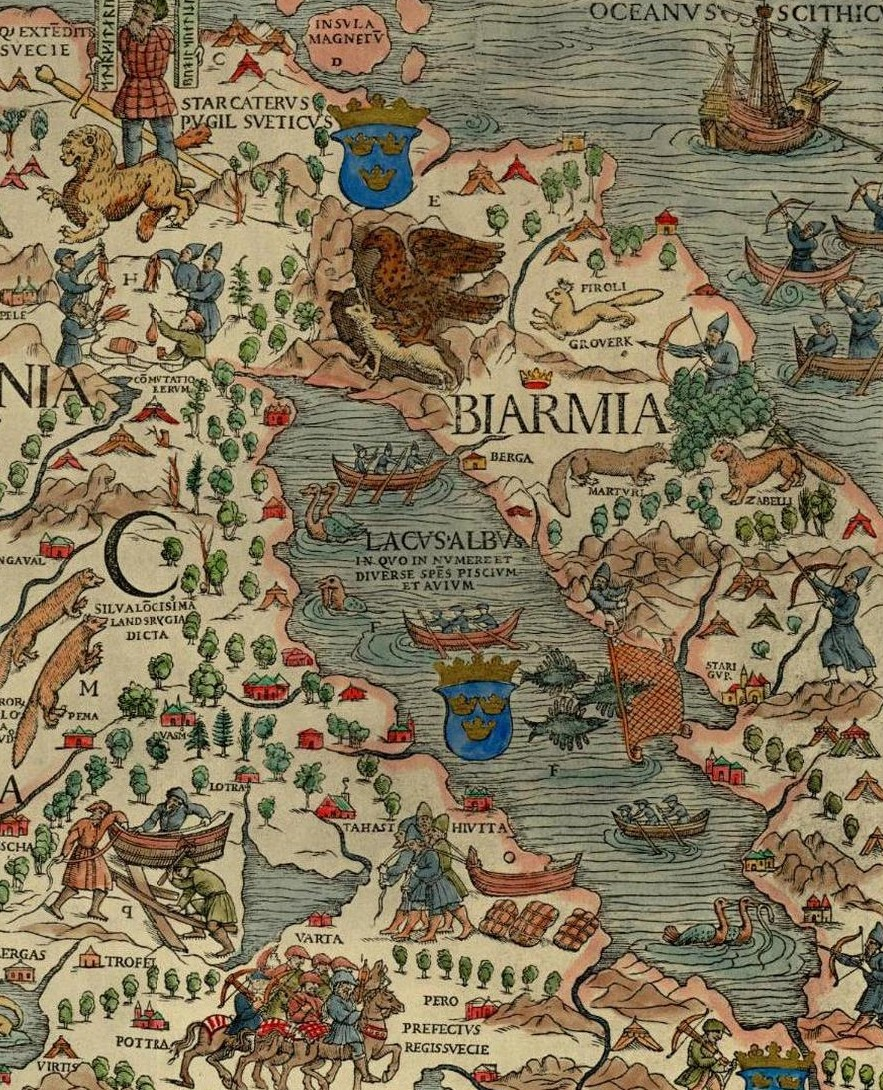
Ausschnitt der Carta Marina (1539) von Olaus Magnus, auf der ein Bjarmia abgebildet ist

Bjarmaland (auch Bjarmland oder Bjarmia; im Sinne von Land der Bjarmen) wird in nordischen Sagas bis in die Wikingerzeit und darüber hinaus in den geographischen Werken des 16. Jahrhunderts ein Gebiet genannt, dessen Lage nicht eindeutig bestimmt werden kann.

## Vermutete Lage des Gebietes
Der Begriff könnte den südlichen Ufern des Weißen Meeres und dem Becken der Nördlichen Dwina zuzuordnen sein. Diese Gebiete sind heute Teil der Oblast Archangelsk Russlands. Jedenfalls reichte der Handel der Bjarmen südöstlich bis zu den Wolgabulgaren, wo sie auf Skandinavier trafen, die von der Ostsee kamen.
Wahrscheinlich lag Bjarmaland im Gebiet des heutigen Archangelsk, das auf eine vorhergehende bjarmische Siedlung folgte. Erstmals taucht der Name Bjarmaland in der Erzählung  Otthars über eine Reise auf, die er womöglich im Jahre 890 unternommen hatte. Danach war es die erste Reise von Norwegern dorthin, wenngleich diese Angabe nicht sicher erscheint. Es ist eher anzunehmen, dass Otthar diese Geschichte im Hinblick auf sein angelsächsisches Publikum erdachte und sich bei Details zu bjarmisch-norwegischen Handelsbeziehungen zurückhielt.
Der Name der Bjarmen findet sich auch in der ältesten Chronik der Rus, der Nestor-Chronik. Darin werden auch die Namen anderer finno-ugrischer Stämme aufgeführt, wie die der Wepsen, Mari, Mordwinen und dem der Tschuden (Proto-Esten).
Die Gebietsbezeichnung wurde später von Adam von Bremen und dem Isländer Snorri Sturluson in dessen Bósa saga ok Herrauðs verwendet; sie berichten über die Flüsse, die von Bjarmaland nach Gandvik flössen. Es ist unklar, ob sie das gleiche Bjarmaland meinten, das in der Reise Otthars erwähnt wird. Der Name der bjarmischen Gottheit Jomali ähnelt dem finnischen Jumala, was „Gott“ bedeutet. Daraus wurde geschlossen, dass die Bjarmen finnischen Ursprungs gewesen seien. Allerdings deutet die Beschreibung der Gottheit eher auf einen sibirischen Ursprung hin; besonders deren Krone, die als mit zwölf goldenen Sternen verziert beschrieben wird, wäre charakteristisch für die Kopfbedeckungen sibirischer Schamanen.
Olaus Magnus verortete Bjarmaland in der Gegend der Kola-Halbinsel, während Johannes Scheffer behauptete, es sei mit der Lappmark (Finnmark) gleichzusetzen. Auf Reproduktionen der Skálholt-Karte aus dem späten 16. Jahrhundert des Sigurd Stefánsson wird Biarmaland oberhalb von Norwegen verortet.

## Schilderungen in den Sagas

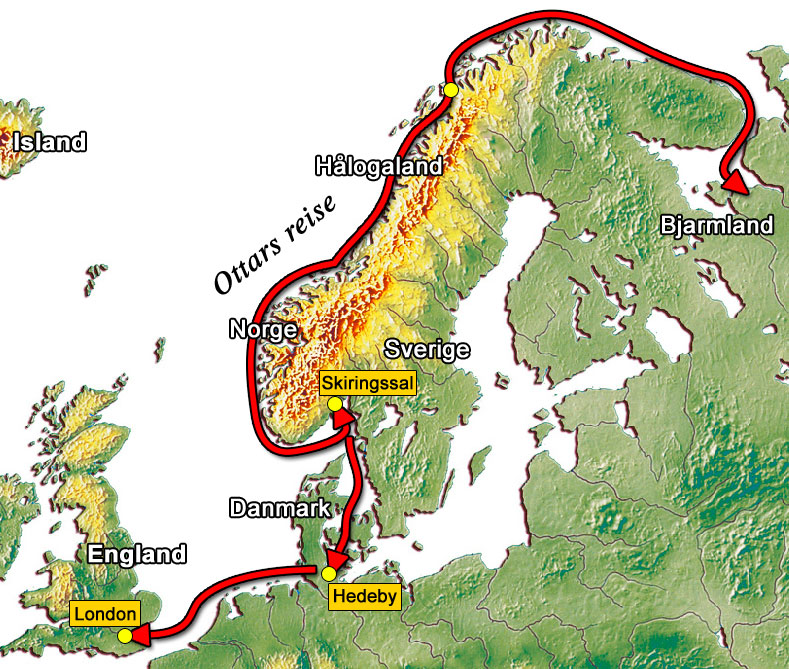
Ein möglicher Verlauf der Reise Otthars

Nach dem Bericht, den der Norweger Otthar aus Halogaland König Alfred dem Großen lieferte, segelte er mehrere Tage die nördliche Küste Norwegens entlang und dann südwärts, wo er einen großen Fluss erreichte, wahrscheinlich die Nördliche Dwina. An deren Mündung siedelten die Beormas, die anders als die nomadischen Sami, sesshaft waren: Ihr Land sei reich und bevölkert gewesen. Ihre Sprache war Otthar unbekannt, aber sie ähnelte der der Sami. Die Bjarmen erzählten ihm von ihrem und angrenzenden Ländern.
Später wird von weiteren Fahrten von Norwegen ins Bjarmaland berichtet. Im Jahr 920 unternahm Erik Blutaxt eine Fahrt, später auch Harald II. und Haakon Magnusson im Jahre 1090.
Die bekannteste Expedition war die von Tore Hund, der zusammen mit einigen Freunden oder Raubgesellen im Jahr 1026 ins Bjarmaland gelangte. Nachdem sie eine große Menge Pelz gehandelt hatten, gaben sie vor, abzureisen, landeten heimlich an der Küste und plünderten die Begräbnisstätte der Bjarmen. Auf den Knien der mit einer wertvollen Kette behangenen Götterstatue des Jomali befand sich eine Schüssel mit Silber. Tore und seine Männer rauben die Wertsachen und entkamen.

## Historische Einordnung

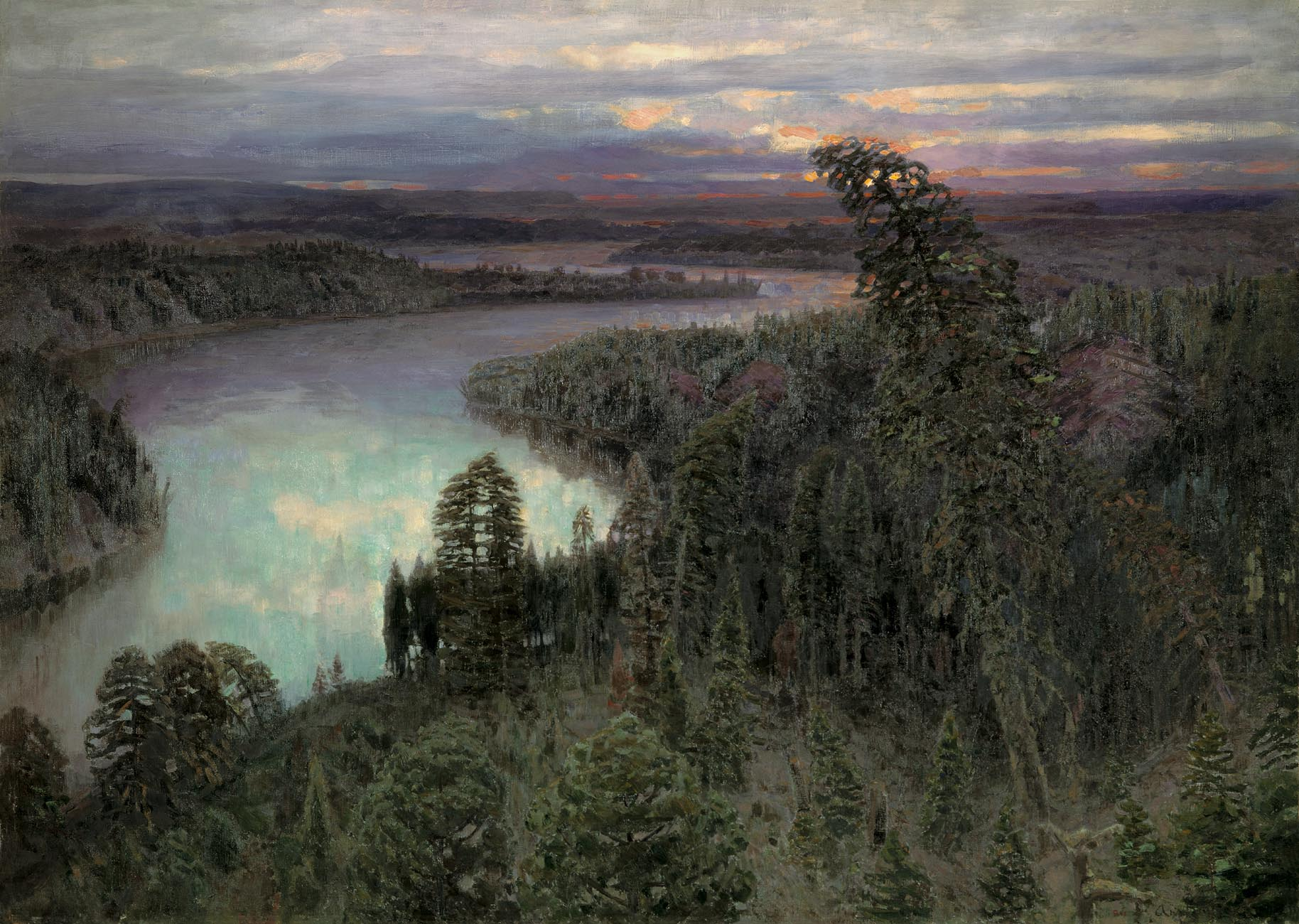
Das nördliche Land (Wiktor Wasnezow, 1899).

Historiker nehmen an, dass der Reichtum der Bjarmen auf ihrem profitablen Handel entlang der Dwina, dem Kama und der Wolga zu den Bulgaren und anderen Siedlungen im Süden beruhte. Entlang dieser Route tauschten sie Silbermünzen und andere Handelsgüter gegen Pelze und Walross-Bein. Weiter im Norden handelten sie mit den Sami, die ihnen tributpflichtig gewesen sein könnten.
Es scheint, dass die Skandinavier Nutzen aus dem Dwina-Handel zogen – zusätzlich zu den Handelswegen über die Wolga und den Dnjepr, dem Weg von den Warägern zu den Griechen. Im Jahr 1217 kamen zwei norwegische Händler nach Bjarmaland, um dort Pelze zu kaufen; einer von ihnen fuhr weiter Richtung Süden, der zweite Händler, der zurückblieb, wurde von den Bjarmen getötet. Deshalb zogen norwegische Hauptleute 1222 ins Bjarmaland und plünderten es.
Das 13. Jahrhundert scheint den Niedergang des Bjarmalandes eingeleitet zu haben, denn es wurde der Republik Nowgorod tributpflichtig. Während viele Slawen vor der Mongolischen Invasion nordwärts, Richtung Belosersk und Bjarmaland flohen, suchten die Bjarmen in Norwegen Zuflucht. Dort wurde ihnen im Jahr 1240 von Håkon IV. Land in Malangen zugewiesen. Bedeutsamer für deren Niedergang war wahrscheinlich, dass sich die Handelsrouten mit dem Einsetzen der Kreuzzüge mehr nach Westen oder beträchtlich nach Süden verschoben. Mit der Nowgoroder Gründung von Weliki Ustjug zu Beginn des 13. Jahrhunderts, erwuchs den Bjarmen ein gewichtiger Handelskonkurrent. Mehr und mehr Pomoren gelangten im 14. und 15. Jahrhundert in die Region, was zur endgültigen Unterwerfung und Assimilation der Bjarmen durch die Slawen führte.